# Гружанско језеро
Гружанско језеро је вештачко језеро у Србији код Кнића саграђено на реци Гружи.

## Формирање акумулације
Изградњом бране (1979—1981), преграђена је једна од од најдужих и водом најбогатијих река Шумадије - Гружа. Након изградње бетонско-лучне бране код места Пајсијевићи у општини Кнић, формирана је вишенаменска акумулација Гружа је чије је пуњење окончано 1983. године. Примарна намена акумулације је водоснабдевање Крагујевца, Краљева и околних села), данас се водом са ове акумулације снабдева више од 300.000 грађана. Формирање акумулације је захтевало изградњу нове инфраструктуре, па је за потребе одржавања несметаног саобраћаја изграђен мост на магистралном правцу М-23 (Крагујевац - Чачак).

## Морфолошке и хидролошке одлике
Гружанско језеро има запремину од 64,5 милиона m³. Обим језера је око 42 km, а ширина је од 300 до 2.800 m. Дужине је око 10 km, површине око 900 ha. Потапањем је формирано више ртова и увала чиме је створена добро разуђена обала. Обала је релативно ниска, приступачна је и обрасла ливадама, шумарцима и ниским листопадним жбуњем. На Книћкој страни издвајају се местимично каменити одсеци и нешто више обале које су мање приступачне. У северном делу језеро је ширине од 1000-2000 метара, док се у јужном делу (према брани) језеро сужава на ширину од 100-500 метара. При максималном водостају обалска линија је дугачка 42 километара, док се током режима ниског водостаја (углавном у летњим месецима) она скрати за максимално три километра. Просечна дубина језера при максималном водостају је 6,5 метара, док максимална дубина износи 35 метара. Највећи део акумулиране воде (преко 80%) је у границама дубине до 10 м, што указује на релативну „плиткост“ акумулације.
Језеро нема велики број притока, једина притока са сталним током је река Гружа. Поред реке Груже, мање притоке су: Борачка река, потоци Ћуревац и Пањевац који током жарких летњих месеци пресушују. Управо због таквог водног биланса, као и велике потрошње у комбинацији са приливом отпадних вода из 22 околна насеља, процес еутрофикације је убрзан. Лед ретко прекрива језеро у потпуности, осим током изузетно јаких зима када може потрајати и до месец дана.

## Биодиверзитет
Од рибе у гружанском језеру живе шаран, штука, сом, бабушка, беовица, бандар, језерска пастрмка, деверика, смуђ итд. Захваљујући својој близини Книћу и Крагујевцу, као и својој пространости, на Гружанском језеру су честа такмичења риболоваца.
Језеро има веома важну улогу током сеобе страних и завичајних популација птица. Језеро је уједно и зимовалиште за неке врсте патака и гусака, јер се налази на претпостављеном моравско-вардарском миграторном путу. Забележено је 78 врста птица, од којих је за 25 утврђено да се гнезде на подручју језера. Највећи број врста је забележен у зони јаког антропогеног утицаја.

## Остало
- Језеро Гружу кроз стихове својих песама промовисао је „лирски здравичар Груже“ Добрица Ерић
- Од 1996. године на обронцима језера, у атару села Жуња, сваке године се организује ликовна колонија „Гружанска јесен“ која окупља уметнике из Србије и иностранства
- У језеро се 03.06.2010. године срушио борбени авион Војске Србије типа Ј-22 Орао